# Oriol Grau
Josep Oriol Grau Elías (Barcelona, 1963) es un guionista, músico, actor y director de teatro y de televisión catalán afincado en Tarragona.

## Biografía
Nacido en Barcelona, inicia su carrera en Tarragona compaginando los estudios teatrales (en la Escuela Municipal de Arte Dramático “Josep Ixart”), musicales (Conservatorio Profesional de Música) y de figurinista (Instituto Mediterráneo de la Moda) con el trabajo de vocalista de orquesta y actor de animaciones. Empezó en el mundo audiovisual conjuntamente con Andreu Buenafuente y Fermí Fernàndez en la radio local de Reus con el programa El Terrat, que más adelante se convertiría en el nombre de una productora audovisual. En este programa empezó su imitación de Bernardo Cortés que después llevó a televisión con el nombre de Palomino. En el programa también hizo populares los personajes de la madrina Josefina y del yayo Perico.
También trabajó con Alfons Arús (Al ataque por Antena 3), Javier Sardà (Todo por la Audiencia, por #Tv3), Joaquim Oristrell (A la Romana por Tv3) o Albert de la Torre (Rutas misteriosas para la Red de Televisiones Locales).
Formó parte del equipo creativo de la productora El Terrat durante catorce años, con la cual participó en numerosos éxitos de Tv3, entre otros, Sense titol o como codirector de Plats bruts (1999–2000). También dirigió Moncloa. ¿Digame? en Telecinco, Romans a la Catalana, Els 4 arreplegats y el programa de fin de año Amb la mà al cor en Tv3 y La cortina Vermella para MésTV de Tarragona.
Ha sido durante nueve años profesor asociado de la Universitat Rovira i Virgili de Tarragona en la asignatura de Comunicación no verbal entre otras. Fue Jefe de los programas de Entretenimiento de TV3 bajo la dirección de Mònica Terribas (2008-2010).
Fue codirector del teatro Sala Trono de Tarragona. El 2011 el teatro se asoció con tres teatros más (El Teatro de la Aurora de Igualada, la Sala La Planeta de Girona y el Teatre de Ponent (actualmente Llevant Teatre) de#Granollers) formando la Coordinadora de Teatros Independientes de Cataluña (CTIC) presidida por él.
El 2012 se casó con el periodista Xavier Zaragoza, que falleció repentinamente siete años después, con 34 años.